# Collocalia isonota
Espèce
Collocalia isonota est une espèce d'oiseaux de la famille des Apodidae.

## Répartition
Cette espèce est endémique des Philippines.

## Liste des sous-espèces
Selon la classification de référence du Congrès ornithologique international (version 7.3, 2017), cet oiseau est représenté par deux sous-espèces :
- Collocalia isonota isonota (Oberholser, 1906) ;
- Collocalia isonota bagobo (Hachisuka, 1930).

## Systématique et taxinomie
Cette espèce était considérée jusqu'en 2017 comme une sous-espèce de Collocalia esculenta.